# إدموند سميث
إدموند سميث (بالإنجليزية: Edmund Smith) (23 أكتوبر 1902 المملكة المتحدة - 7 أغسطس 1978 الولايات المتحدة) هو لاعب كرة قدم أمريكي سابق كان يلعب كمهاجم.